# Gwibber
Gwibber ist ein Mikroblogging-Client für die Desktop-Umgebung Gnome. Das Computerprogramm läuft unter Linux, ist in Python geschrieben und wird als freie Software kostenlos unter der GNU General Public License (GPL) bereitgestellt. Ab Ubuntu 10.04 ist Gwibber in den offiziellen Paketquellen enthalten.

## Funktionen
Gwibber ermöglicht die Nutzung unterschiedlicher Mikroblogging-Anbieter, Social-Bookmark-Dienste und Online-Communities, ohne dass dafür ein Browser benötigt wird. Auf diese Weise können beispielsweise Statusmeldungen von Twitter empfangen und gesendet oder Nachrichten auf Facebook gestellt werden.
In früheren Versionen der Software war es zudem möglich, RSS- und Atom-Feeds zu abonnieren und den Status von Pidgin aus Gwibber heraus zu ändern.

## Unterstützte Dienste
| Plattform           | Gwibber 1.X | Gwibber 2.X |
| ------------------- | ----------- | ----------- |
| Twitter             | ja          | ja          |
| identi.ca/StatusNet | ja          | ja          |
| Facebook            | ja          | ja          |
| Flickr              | ja          | ja          |
| Digg                | ja          | ja          |
| FriendFeed          | nein        | ja          |
| Brightkite          | nein        | ja          |
| OCS                 | nein        | ja          |
| Qaiku               | nein        | ja          |
| Ping.fm             | ja          | nein        |
| RSS/Atom            | ja          | nein*       |
| Google Reader       | ja          | nein        |
| Pidgin              | ja          | nein        |

- Ab Version 3 soll RSS/Atom wieder unterstützt werden.[3]